# Coppa dei Campioni 1970-1971 (hockey su pista)
La Coppa dei Campioni 1970-1971 è stata la 6ª edizione della massima competizione europea di hockey su pista riservata alle squadre di club. 
Il torneo ha avuto inizio il 24 aprile e si è concluso il 19 settembre 1971.
Il titolo è stato conquistato dal Reus Deportiu per la quinta volta nella sua storia.

## Squadre partecipanti
| Nazione        | Club          | Città                    | Qualificazione                                                                     |
| -------------- | ------------- | ------------------------ | ---------------------------------------------------------------------------------- |
| Belgio         | Royal Sunday  | Bruxelles                | 1º nel campionato belga 1970, campione del Belgio                                  |
| Francia        | Coutras       | Coutras                  | 1º nel campionato francese 1970, campione di Francia                               |
| Germania Ovest | Herten        | Herten                   | 1º nel campionato tedesco 1970, campione di Germania Ovest                         |
| Italia         | Novara        | Novara                   | 1º in Serie A 1970, campione d'Italia                                              |
| Paesi Bassi    | Lichtstad     | Eindhoven                | 1º in 1ª Klasse 1970, campione dei Paesi Bassi                                     |
| Portogallo     | Benfica       | Lisbona                  | 1º in 1ª Divisão 1970, campione del Portogallo                                     |
| Spagna         | Reus Deportiu | Reus                     | Campione d'Europa in carica e 1ª in División de Honor nel 1970, campione di Spagna |
| Spagna         | Voltregà      | Sant Hipòlit de Voltregà | Finalista Coppa del Generalissimo 1970                                             |
| Svizzera       | RS Zurigo     | Zurigo                   | 1º in LNA 1970, campione di Svizzera                                               |

## Risultati

### Primo turno
| Squadra 1 | Totale  | Squadra 2    | Andata | Ritorno |
| --------- | ------- | ------------ | ------ | ------- |
| Coutras   | 10 - 13 | Royal Sunday | 4 - 3  | 6 - 10  |
| Novara    | 15 - 8  | Herten       | 10 - 4 | 5 - 4   |
| RS Zurigo | 5 - 14  | Lichtstad    | 2 - 2  | 3 - 12  |

### Quarti di finale
| Squadra 1    | Totale  | Squadra 2     | Andata | Ritorno         |
| ------------ | ------- | ------------- | ------ | --------------- |
| Benfica      | 13 - 13 | Voltregà      | 8 - 5  | 5 - 8 (3-0 dtr) |
| Lichtstad    | 5 - 18  | Reus Deportiu | 3 - 6  | 2 - 12          |
| Royal Sunday | 7 - 21  | Novara        | 2 - 9  | 5 - 12          |

### Semifinali
| Squadra 1     | Totale | Squadra 2 | Andata | Ritorno |
| ------------- | ------ | --------- | ------ | ------- |
| Reus Deportiu | 12 - 7 | Benfica   | 8 - 4  | 4 - 3   |

### Finale
| Squadra 1 | Totale  | Squadra 2     | Andata | Ritorno |
| --------- | ------- | ------------- | ------ | ------- |
| Novara    | 11 - 16 | Reus Deportiu | 7 - 7  | 4 - 9   |